# Schaal van Saffir-Simpson

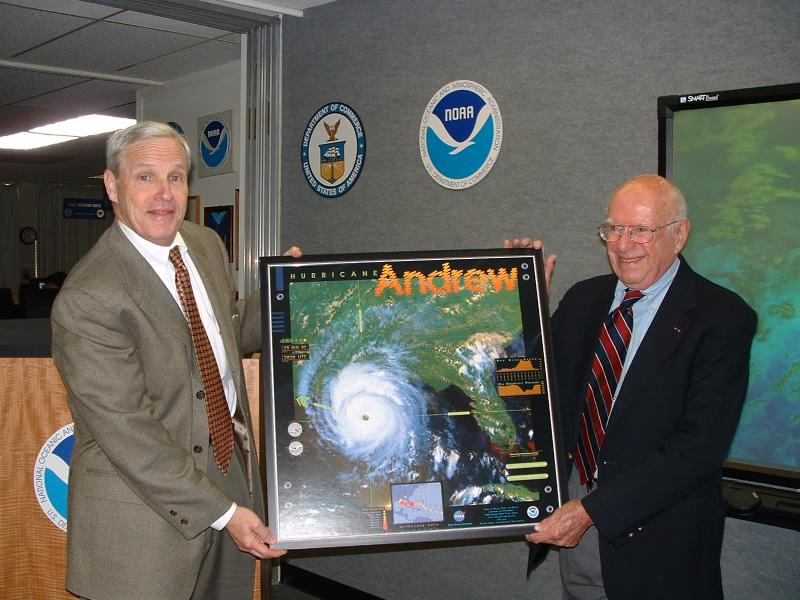
Herbert Saffir (rechts)

De schaal van Saffir-Simpson of Saffir-Simpson hurricane schaal (SSHS) is een classificatie die in de meteorologie wordt gehanteerd om tropische cyclonen naar hun kracht in te delen. Alle tropische cyclonen zijn gevaarlijk, maar sommige zijn gevaarlijker dan andere. Daarom is er een classificatie ontwikkeld om onderscheid te kunnen maken tussen bijvoorbeeld krachtige en verwoestende orkanen en om zich beter op de te verwachten schade te kunnen voorbereiden.

## Geschiedenis
De schaal werd opgesteld in 1969 door consultant Herbert Saffir, gespecialiseerd in stormschade aan gebouwen, en Bob Simpson, directeur van het National Hurricane Centre.
De schaal wordt gebruikt om een inschatting te maken van mogelijke schade wanneer de orkaan de kust bereikt. De schaal combineert te verwachten schade aan windsnelheid en stormvloed. Een orkaan van categorie 2, 3, 4 en 5 is respectievelijk 10, 50, 100 en 250 maal zo verwoestend als een zwakke orkaan van categorie 1. Overigens hangt de schade op een bepaalde plaats af van verschillende factoren, zoals de afstand tot het gebied met de hoogste windsnelheden, open of beschutte ligging, de bouwvoorschriften ter plekke, begroeiing van het landschap en of er al dan niet overstromingen optreden. Ook de te verwachten stormvloed is slechts een gemiddelde; de stormvloed wordt ook door geologische en meteorologische factoren bepaald. Een stormvloed in zee-engtes of baaien kan rampzaliger uitpakken dan bij andere kustvormen. Ook kan de stormvloed hoger zijn, dan op grond van de categorie verwacht zou worden, als de orkaan landt, nadat hij is verzwakt. De stormvloed, die hij als sterkere orkaan heeft opgebouwd, verliest veel langzamer aan kracht dan de cycloon.
Er is geen verband tussen de omvang van een tropische cycloon en het verwoestend potentieel; zo waren de zeer krachtige orkaan Andrew uit 1992 en de Labour-Dayorkaan in 1935, beide categorie 5 op de Saffir-Simpsonschaal, betrekkelijk klein.

## Indeling
De schaal maakt onderscheid in vijf verschillende categorieën gebaseerd op windsnelheid, barometrische druk en de hoeveelheid stormvloed. Het U.S. National Hurricane Center classificeert orkanen van categorie 3 en groter als grote orkaan.
De meeste weerbureaus gebruiken de definitie van continue wind zoals aanbevolen door de Wereld Meteorologische Organisatie (WMO), die windsnelheidsmetingen specificeert als gemiddelde windsnelheid op een hoogte van 10 meter gedurende 10 minuten.
De U.S. Nationale Weersdienst (NWS) echter definieert continue windsnelheid als gemiddelde windsnelheid over een periode van één minuut, gemeten op 10 meter hoogte. Luchtdrukwaarden zijn benaderingen. De vijf categorieën lopen op in intensiteit.
Orkanen van de derde categorie en hoger worden tot de majeure orkanen gerekend. Als er in waarschuwingen wordt gesproken over een extremely dangerous hurricane, dan impliceert dat, dat de betreffende orkaan van de vierde of de vijfde categorie is.
De windsnelheden van orkanen worden door het National Hurricane Center in de V.S. gegeven als de maximale 1-minuut gemiddelde windsnelheid. Op de Schaal van Beaufort heeft een orkaan kracht 12, maar voor die schaal wordt meestal een 10-minuten of uurgemiddelde windsnelheid gebruikt.
Echter niet overal wordt de schaal van Saffir-Simpson gebruikt; in Australië is een vijfpuntige schaal in gebruik, die cyclonen classificeert op basis van windstoten in plaats van de doorstaande wind. In het onderstaand overzicht vindt men naast een vergelijking tussen beide schalen een overzicht van de diverse nomenclatuur in de verschillende bassins.

### Categorie 1 (enige schade zal optreden)
| Categorie 1           | Categorie 1  | Categorie 1  | Categorie 1               |
| --------------------- | ------------ | ------------ | ------------------------- |
| Continue windsnelheid | 33-42 m/s    | 64-82 kt     | Gaston bij aan land komen |
| Continue windsnelheid | 119-153 km/h | 74-95 mph    | Gaston bij aan land komen |
| Stormvloed            | 1,2 - 1,5 m  | 1,2 - 1,5 m  | Gaston bij aan land komen |
| Kerndruk              | 980-989 mbar | 980-989 mbar | Gaston bij aan land komen |

Stormen van categorie 1 veroorzaken normalerwijs geen schade aan bebouwing; ze zijn wel in staat om caravans en mobiele woningen omver te blazen, bomen te ontwortelen of te knikken. Slecht bevestigde dakbedekking waait af. Ook zijn deze stormen in staat om kustoverstromingen en kleinere schade aan pieren te veroorzaken.

### Categorie 2 (uitgebreide schade zal optreden)
| Categorie 2           | Categorie 2  | Categorie 2  | Categorie 2       |
| --------------------- | ------------ | ------------ | ----------------- |
| Continue windsnelheid | 43-49 m/s    | 83-95 kt     | Diana aan de kust |
| Continue windsnelheid | 154-177 km/h | 96-110 mph   | Diana aan de kust |
| Stormvloed            | 1,8 - 2,4 m  | 1,8 - 2,4 m  | Diana aan de kust |
| Kerndruk              | 965-979 mbar | 965-979 mbar | Diana aan de kust |

Stormen met deze kracht beschadigen enkele daken en veroorzaken ook schade aan slecht gebouwde deuren en ramen. Aanmerkelijke schade wordt toegebracht aan de vegetatie, slecht opgehangen verkeerslichten en slecht geconstrueerde pieren. Caravans en mobiele woningen worden normalerwijze ernstig beschadigd en houtbouw ondergaat structurele beschadigingen.
Kleine boten, al dan niet geankerd, worden van hun ankers weggeslagen.

### Categorie 3 (verwoestende schade zal optreden)
| Categorie 3           | Categorie 3  | Categorie 3  | Categorie 3         |
| --------------------- | ------------ | ------------ | ------------------- |
| Continue windsnelheid | 50-58 m/s    | 96-113 kt    | Alicia nadert Texas |
| Continue windsnelheid | 178-209 km/h | 111-130 mph  | Alicia nadert Texas |
| Stormvloed            | 2,7 - 3,7 m  | 2,7 - 3,7 m  | Alicia nadert Texas |
| Kerndruk              | 945-964 mbar | 945-964 mbar | Alicia nadert Texas |

Tropische cyclonen met deze intensiteit en hoger krijgen een eigen naam als ze ontstaan in de (noordelijke) Atlantische of (oostelijke) Grote Oceaan.
Deze stormen kunnen ernstige schade toebrengen aan kleine woningen en utiliteitsvoorzieningen, met name als ze zijn geconstrueerd uit hout of plaatmateriaal met kleinere oppervlaktebeschadigingen.

Gebouwen zonder solide fundering, zoals caravans, worden normalerwijze vernietigd en platte daken worden gestript.
Woningen van plaatmateriaal worden doorgaans zeer ernstig en onherstelbaar beschadigd. Overstromingen aan de kust vernietigen kleinere objecten, terwijl grotere objecten worden geraakt door rondvliegend puin. Tevens kunnen tot ver in het binnenland landerijen overstroomd raken.

### Categorie 4 (rampzalige schade zal optreden)
| Categorie 4           | Categorie 4  | Categorie 4  | Categorie 4                        |
| --------------------- | ------------ | ------------ | ---------------------------------- |
| Continue windsnelheid | 59-69 m/s    | 114-135 kt   | Iniki boven de Hawaïaanse Eilanden |
| Continue windsnelheid | 210-249 km/h | 131-155 mph  | Iniki boven de Hawaïaanse Eilanden |
| Stormvloed            | 4,0 - 5,5 m  | 4,0 - 5,5 m  | Iniki boven de Hawaïaanse Eilanden |
| Kerndruk              | 920-944 mbar | 920-944 mbar | Iniki boven de Hawaïaanse Eilanden |

Categorie 4-orkanen veroorzaken veel buitenmuurschades en complete beschadiging van daken op huizen. Zware, onherstelbare schade en volledige vernietiging van benzinestationsoverkappingen en andere grote overhangende constructies.
Caravans en woningen van plaatmateriaal worden met de grond gelijk gemaakt. Deze orkanen veroorzaken grote erosie van stranden en tot ver in het binnenland overstromingen. Orkanen van deze sterkte zijn extreem gevaarlijk voor bewoonde gebieden.

### Categorie 5 (rampzalige schade zal optreden)
| Categorie 5           | Categorie 5 | Categorie 5 | Categorie 5                      |
| --------------------- | ----------- | ----------- | -------------------------------- |
| Continue windsnelheid | ≥ 70 m/s    | ≥ 136 kt    | Gilbert bijna op piekintensiteit |
| Continue windsnelheid | ≥ 250 km/h  | ≥ 156 mph   | Gilbert bijna op piekintensiteit |
| Stormvloed            | > 5,5 m     | > 5,5 m     | Gilbert bijna op piekintensiteit |
| Kerndruk              | < 920 mbar  | < 920 mbar  | Gilbert bijna op piekintensiteit |

Categorie 5 is de hoogste categorie die een tropische cycloon kan krijgen op de Saffir-Simpson-schaal. Deze stormen veroorzaken totale dakbeschadiging op heel veel huizen en industriële gebouwen. Soms worden complete gebouwen al dan niet met utiliteitsvoorzieningen weg- of omvergeblazen. Instorting van grote daken en muren, vooral als ze weinig of geen interne ondersteuning hebben is gebruikelijk. Zeer zware en onherstelbare schade aan houtconstructies en totale vernietiging van mobiele en van plaatmateriaal gemaakte huizen is alom aanwezig.
Slechts enkele gebouwtypen zijn in staat om intact te overleven en dan alleen maar als ze minstens 4 à 8 kilometer in het binnenland staan. Daartoe behoren kantoren, rijtjeshuizen, appartementencomplexen en hotels die gebouwd zijn van beton of staal.
Tevens kunnen publieke hoge betonnen parkeergarages met meerdere verdiepingen en huizen gemaakt van versterkte stenen of cementblokken met daken met een hoek minder dan 35 graden en geen enkel overhangend stuk de storm doorstaan (mits de ramen zijn gemaakt van orkaanbestendig veiligheidsglas of afgesloten zijn met rolluiken).
De stormvloedgolf veroorzaakt belangrijke schade aan de onderste verdiepingen van alle objecten langs de kust en veel kustobjecten kunnen compleet met de grond gelijk gemaakt worden of gewoonweg weggespoeld worden door de vloed. Stormvloedschade kan ontstaan tot 2 à 3 kilometer in het binnenland met vloedgolven, afhankelijk van het terrein, tot 3 à 4 kilometer landinwaarts.
Volledige evacuatie van bewoonde gebieden kan nodig zijn als de orkaan dichtbevolkte gebieden bedreigt.
Orkanen met deze intensiteit kunnen alom verwoestend zijn.

## Classificatie
| Classificatie van tropische cyclonen | Classificatie van tropische cyclonen | Classificatie van tropische cyclonen         | Classificatie van tropische cyclonen  | Classificatie van tropische cyclonen | Classificatie van tropische cyclonen | Classificatie van tropische cyclonen | Classificatie van tropische cyclonen        |
| Australische naam                    | Australische classificatie           | Atlantische Oceaan / Oostelijke Grote Oceaan | Schaal van Saffir-Simpson en Beaufort | Noordwestelijke Grote Oceaan         | Arabische Zee / Golf van Bengalen    | Zuidwestelijke Indische Oceaan       | Zuidwestelijke Grote Oceaan                 |
| ------------------------------------ | ------------------------------------ | -------------------------------------------- | ------------------------------------- | ------------------------------------ | ------------------------------------ | ------------------------------------ | ------------------------------------------- |
| Tropisch Lagedrukgebied              | -                                    | Tropische Storing                            | Windkracht 7 Beaufort of minder       | Tropische Storing                    | Depressie                            | Tropische Storing                    | Tropische Storing                           |
| Tropisch Lagedrukgebied              | -                                    | Tropische Depressie                          | Windkracht 7 Beaufort of minder       | Tropische Depressie                  | Diepe Depressie                      | Tropische Depressie                  | Tropische Depressie                         |
| Tropische Cycloon                    | Categorie 1                          | Tropische Storm                              | Windkracht 8 of 9 Beaufort            | Tropische Storm                      | Cyclonische Storm                    | Matige Tropische Storm               | Tropische Cycloon (Gale:8 of 9 Beaufort)    |
| Tropische Cycloon                    | Categorie 2                          | Tropische Storm                              | Windkracht 10 of 11 Beaufort          | Zware Tropische Storm                | Zware Cyclonische Storm              | Zware Tropische Storm                | Tropische Cycloon (Storm:10 of 11 Beaufort) |
| Zware Tropische Cycloon              | Categorie 3                          | Orkaan                                       | Windkracht 12 Beaufort,Categorie 1    | Tyfoon                               | Zeer Zware Cyclonische Storm         | Tropische Cycloon                    | Tropische Cycloon (Orkaankracht)            |
| Zware Tropische Cycloon              | Categorie 4                          | Orkaan                                       | Categorieën 2-3                       | Tyfoon                               | Zeer Zware Cyclonische Storm         | Intense Tropische Cycloon            | Tropische Cycloon (Orkaankracht)            |
| Zware Tropische Cycloon              | Categorie 5                          | Orkaan                                       | Categorieën 4-5                       | (Super) Tyfoon                       | Super Cyclonische Storm              | Zeer Intense Tropische Cycloon       | Tropische Cycloon (Orkaankracht)            |